# Deflexae
Deflexae é um género botânico pertencente à família Fabaceae.